# Rudolf Formis
Rudolf Formis (* 25. Dezember 1894 in Stuttgart; † 23. Januar 1935 in Slapy nad Vltavou) war ein deutscher Ingenieur und Radiotechniker bei der Süddeutschen Rundfunk AG (SÜRAG) sowie ein Pionier der deutschen Bewegung der Funkamateure. In der Zeit des Nationalsozialismus strahlte er mithilfe eines selbst gebauten Kurzwellensenders antinationalsozialistische Hörfunksendungen aus dem Gebiet der damaligen Tschechoslowakei aus. Formis wurde im Auftrag Heydrichs durch den SD ermordet.

## Leben
Formis entstammte einer großbürgerlichen Stuttgarter Familie; sein Großvater, Christian Friedrich von Leins, war ein bekannter Architekt, der in Stuttgart unter anderem die Villa Berg entwarf. Nach einer kaufmännischen Lehre in Hamburg diente er im Ersten Weltkrieg im deutschen Asien-Korps als Funker und kämpfte zusammen mit osmanischen Truppen in Arabien. Das Kriegsende 1918 erlebte er in Konstantinopel.
Nach Kriegsende betrieb Formis zunächst ein Verkaufsbüro für Fahrzeugtechnik, bevor er 1923 die ersten Sendeanlagen der SÜRAG mit aufbaute. Rudolf Formis führte 1925 die deutsche Amateurfunkbezeichnung DE (DE = Deutsche Empfangsstation) ein. Er selbst hatte das Zeichen DE 0100. Rudolf Formis’ Rufzeichen als Sendeamateur war K-Y4.
1928 errichtete er auf der Solitude bei Stuttgart die Fernempfangsstelle der SÜRAG, die der Übertragung von Reportagen aus Übersee diente. Spätestens ab Januar 1932 war Formis Leiter der technischen Abteilung der SÜRAG.
Nach der Machtübertragung an die Nationalsozialisten nahm Formis am 7. März 1933 als SA-Mitglied an der Besetzung des Stuttgarter Funkhauses teil. Dabei hielt er, ohne zuvor öffentlich als Nationalsozialist in Erscheinung getreten zu sein, eine Rede im Sinne der Nationalsozialisten und wandte sich gegen den bisherigen Intendanten Alfred Bofinger. Gründe hierfür dürften in tatsächlicher Überzeugung, vielleicht aber auch in einer Andienung an die neuen Herrscher im Wettstreit um die technische Leitung des Senders mit Albert Kofes gelegen haben. Später geriet Formis in Konflikt mit den Nationalsozialisten, da seine Großmutter, die Frau des Architekten Leins, Jüdin war.
In Deutschland angeblich zuletzt in Haft, flüchtete Formis am 24. April 1934 und versuchte, in die Türkei zu kommen, wurde in Bulgarien jedoch abgefangen und nach Prag geschickt. Hier schloss er sich der Schwarzen Front um Otto Strasser an, einer oppositionellen Gruppierung, die sich von der NSDAP abgespalten hatte. Formis leitete den Vertrieb der von Strasser herausgegebenen Zeitung Die deutsche Revolution und baute im ehemaligen Hotel Záhoří bei Slapy nad Vltavou den sogenannten Geheimsender der Schwarzen Front, einen Untergrundsender auf. Der Kurzwellensender war von Formis gebaut worden, stammte aus seiner Stuttgarter Werkstatt und war von Freunden oder ihm selbst in die Tschechoslowakei gebracht worden. Nach Probesendungen ab September wurde am 2. Dezember 1934 der regelmäßige Betrieb aufgenommen. Zu hören war der Sender aber bereits früher, wahrscheinlich zuerst noch aus der Prager Zentrale der Schwarzen Front. Gesendet wurde von 13 bis 15 Uhr und nach 23 Uhr, aber nicht täglich. Obwohl der Kurzwellen-Sender leistungsschwach war, konnte man ihn dennoch wegen seiner günstigen geographischen Lage in weiten Teilen Deutschlands gut empfangen, insbesondere in Süd- und Mitteldeutschland.
Der Sender ist der erste nachweisbare deutsche Untergrundsender in der Zeit des Nationalsozialismus. Er nutzte ähnliche Frequenzen wie der Sender Königs Wusterhausen und gab vor, aus Berlin zu senden. Formis war zugleich Techniker, Sprecher und Autor; seine Informationen bezog er aus Pressezusammenstellungen des Prager Büros der „Schwarzen Front“ und aus selbst abgehörten Rundfunksendungen. Das Programm umfasste Aufrufe gegen das nationalsozialistische Regime, Erwiderungen auf die nationalsozialistische Propaganda sowie Aufforderungen zu Widerstand und Sabotage. Zudem wurden Lageberichte Strassers übertragen, in denen er auch versuchte, die NSDAP lächerlich zu machen. Dabei griff Strasser auf seine Kenntnisse führender Nationalsozialisten aus der Zeit seiner Parteimitgliedschaft vor 1930 zurück; ein Umstand, der Hitler in besondere Rage versetzt haben soll. Aus Sicht der Nationalsozialisten war der Sendebetrieb besonders ärgerlich, da Radioübertragungen als damals modernster Form der Propaganda eine große Bedeutung zugemessen wurde.
Formis hatte die Antenne des Senders so eingestellt, dass er im Umkreis von circa 20 Kilometern nicht zu empfangen war, was das Anpeilen des Senders erschweren sollte. Dennoch konnte der Abhördienst der deutschen Abwehr den mit einer Leistung von nur 100 Watt arbeitenden Sender orten. Zudem war die Prager Exilgruppe der Schwarzen Front von Gestapo-Agenten durchsetzt; die entscheidende Information über den Standort des Senders und des Betreibers soll von Strassers Mitarbeiter Franke stammen.
Die deutsche Regierung forderte die tschechoslowakische Regierung auf, gegen den auch nach den Mediengesetzen der Republik illegalen Sender vorzugehen. So hieß es in einem von Staatssekretär Bernhard Wilhelm von Bülow unterzeichneten Schreiben vom 12. Dezember 1934, der Sender sei eine „Hetzzentrale“, die von den Behörden verboten werden solle. Mitschnitte der Sendungen wurden Stuttgarter Rundfunkmitarbeitern vorgespielt, die Formis’ „schnarrendes Honoratiorenschwäbisch“ erkannten.
Im Januar 1935 erteilte SD-Chef Reinhard Heydrich dem SS-Scharführer Alfred Naujocks den Auftrag, den Untergrundsender zu zerstören. Naujocks fuhr als Tourist getarnt in Begleitung einer Freundin in die Tschechoslowakei, wo es ihnen gelang, das Vertrauen von Formis zu gewinnen und einen Wachsabdruck des Schlüssels zum Senderaum zu fertigen. Naujocks kehrte kurzzeitig nach Deutschland zurück, ließ einen Nachschlüssel anfertigen und fuhr zusammen mit Werner Göttsch erneut nach Slap (Slapy nad Vltavou). Geplant war vermutlich, unbemerkt in den Senderaum einzudringen, den Sender mit Säure zu zerstören, Formis zu betäuben und zu entführen. Aber auch ein Tötungsbefehl ist nicht auszuschließen. Entgegen der Planung hielt sich Formis im Senderaum auf und schoss auf den eindringenden SD-Agenten Naujocks. Formis wurde bei dem anschließenden Schusswechsel erschossen. Das Herbeieilen eines Kellners verhinderte, dass die SD-Agenten den in einer Matratze versteckten Sender fanden.

## Nachwirkung
Den SD-Agenten Naujocks und Göttsch gelang die Flucht nach Deutschland; diplomatische Proteste der Prager Regierung blieben folgenlos. Naujocks wurde 1945 von einer britisch-tschechischen Kommission verhört; 1946 floh er aus der Internierung. Ab 1961 ermittelten deutsche Behörden wegen des Todes von Formis gegen Naujocks, ohne dass es vor dessen Tod im April 1966 zu einer Anklageerhebung kam. Gegen Göttsch wurde 1967 in Hamburg Anklage erhoben. Der Anklageschrift zufolge konnte nicht geklärt werden, wer die tödlichen Schüsse auf Formis abgab.
In der Tschechoslowakei schlugen die Ereignisse politische Wellen. Vergleiche mit der Ermordung von Theodor Lessing stellten die Frage nach der staatlichen Sicherheit der Tschechoslowakei neben dem Dritten Reich. Dabei wurden sowohl Verbesserungen der Grenzsicherung, aber auch eine verstärkte Kontrolle der im Land lebenden Flüchtlinge gefordert.
Otto Strasser wurde 1935 in der Tschechoslowakei zu einer mehrmonatigen Haftstrafe wegen des illegalen Senderbetriebs verurteilt. Dank des Eingriffs von Justizminister Ivan Derer musste er diese aber nicht antreten.
In der deutschen Exilpresse erschienen zahlreiche Berichte zum Tod von Formis. Das Pariser Tageblatt zitierte die in Prag erscheinende Zeitung Venkov, für die es „Verbrechen dieser Art“ waren, „die die wahre Seele Hitler-Deutschlands entlarven“. Der Schriftsteller Fritz Erpenbeck griff in seinem 1939 erschienenen Roman Emigranten den Mord an Formis auf und porträtierte ihn unter dem Namen Dormler. Der Deutsche Dienst der BBC strahlte am 18. Juli 1941 ein Hörspiel über den Tod von Formis aus. Formis wurde auf dem Friedhof in Slapy begraben. Im Kreis der tschechischen Funkamateure gilt er als Held. Sein Grab ist noch heute sehr gepflegt.
In der DDR wurde 1974 das Kreisausbildungszentrum Nachrichten der Gesellschaft für Sport und Technik in Torgau nach Formis benannt. Die Ehrung wurde zurückgenommen, nachdem das aus Württemberg stammende Mitglied des Politbüros der SED, Kurt Hager, auf die Zusammenarbeit Formis’ mit Otto Strasser hingewiesen hatte.
Der Rundfunksender von Rudolf Formis blieb erhalten. Er war als Leihgabe des Technischen Nationalmuseums Prag 2012 und 2013 in der Sonderausstellung Anständig gehandelt. Widerstand und Volksgemeinschaft 1933–1945 des Hauses der Geschichte Baden-Württemberg zu sehen. 2023 veröffentlichte die Künstlerin Niki Matita für den Tschechischen Rundfunk das Hörstück Fernempfangsstelle, welches sich mit dem Schicksal von Rudolf Formis und seinem Geheimsender auseinandersetzt.
Angaben Otto Strassers von 1969, Formis sei am Stuttgarter Kabelattentat im Februar 1933 beteiligt gewesen, treffen nicht zu. Das Attentat war von der KPD organisiert und von drei Arbeitern ausgeführt worden.